# William H. Parker
 (novembre 2017).
Si vous disposez d'ouvrages ou d'articles de référence ou si vous connaissez des sites web de qualité traitant du thème abordé ici, merci de compléter l'article en donnant les références utiles à sa vérifiabilité et en les liant à la section « Notes et références ».
William Henry Parker III, né le 21 juin 1905 à Lead et mort le 16 juillet 1966 à Los Angeles, est le chef du Los Angeles Police Department (LAPD) de 1950 à 1966. Il est surnommé « le plus grand et le plus controversé chef de la police de Los Angeles ». Son mandat à la tête du LAPD est le plus long. Parker totalise 39 ans de service. L'ancien siège du LAPD, le Parker Center, porte son nom.

## Naissance et premières années
Parker naît à Lead, dans le Dakota du Sud aux États-Unis et grandit à Deadwood. Son grand-père, William H. Parker (1847-1908), est un vétéran de la guerre civile américaine qui servit le Congrès. 
La famille Parker migre pour Los Angeles, en 1922, vers de meilleures opportunités. À l'origine, Parker voulait devenir avocat et avait étudié dans plusieurs collèges avant de s'inscrire en 1926 au collège de droit de l'université de l'Ouest, institution qui opérait dans les années 1920 et 1930. Il rejoint le LAPD, le 8 août 1927 et poursuit, en parallèle, ses études de droit. Parker sort diplômé en 1930 et passe l'examen du barreau, mais il choisit de rester dans la police.
Il sert au sein du LAPD pendant 15 ans, avant de prendre un congé pour se battre pendant la Seconde Guerre mondiale. Il atteint le grade de capitaine en tant que responsable de la détention des prisonniers et de la police militaire en Sardaigne, en Normandie, à Munich et à Francfort. Parker reçoit la Purple Heart après avoir été blessé lors du débarquement de Normandie. Ses autres distinctions incluent la Croix de Guerre française et l'Ordre de l'étoile de la solidarité italienne.
Après la guerre, Parker regagne la police et gravit les échelons jusqu'à devenir capitaine, puis inspecteur, puis l'un des chefs adjoints du département.

## Chef de la police
Parker devient le chef de la police de Los Angeles, le 9 août 1950 et se met en tête de transformer profondément le LAPD en un organisme de renommée mondiale. Le département qu'il prend en charge était notoirement corrompu. Le fait de voir le département de police se mélanger avec les milieux politiques, le vice et la corruption amène Parker à conclure qu'une force de police différente était nécessaire au maintien de la paix. L'expérience de Parker dans le domaine des relations publiques militaires pendant la Seconde Guerre mondiale lui est utile pour élaborer une stratégie efficace de relations avec les médias. 
Sous son mandat, le département se professionnalise. Ce changement passe par la création d'une académie de police et par des méthodes de police plus proactives, très similaires aux méthodes de maintien de la paix à laquelle il avait été exposé pendant la guerre. 
Un autre aspect des changements initiés par Parker, c'est que le département devient une force d'intervention mobile, plus militarisée. Son expérience l'amène à penser que des officiers moins nombreux mais plus professionnels signifieraient moins de corruption. En outre, sa stratégie de mobilité favorise l'utilisation de véhicules de patrouille. Ce n'est pas incidemment que cela favorise la croyance de Parker selon laquelle, isoler ses officiers de la rue réduirait les possibilités de corruption. Cependant, Parker reconnaît que certaines zones de la ville et certaines fonctions du service de police devaient rester enracinées dans la forme plus traditionnelle du travail policier. 
Au début des années 1960, Parker fait partie de la commission de défense civile du comté de Los Angeles lors de la crise des missiles de Cuba.

## Une corruption difficile à briser
Toutefois, en parallèle, le département est accusé de brutalité policière et de racisme envers les résidents afro-américains et latinos de la ville. Selon un documentaire de 2009, Parker soutint une politique de xénophobie, ce qu'il s'efforça toujours de nier. 
Certains virent à travers l'administration Parker, une série de tensions continues entre le LAPD et les minorités. En 1959, Parker témoigne devant la commission des droits civiques, que la ségrégation n'était pas un problème mais en 1962, il se ravise et met en place une politique de déségrégation au sein de la police.
Bien que Parker ait réduit la corruption et favorisé une image plus positive du département, certaines sections firent perdurer des pratiques qui rappelaient son passé. La brigade des mœurs et la force de réserve restèrent des éléments controversés. En 1965, la gestion des émeutes de Watts, qui déclenchent l'intervention de l'armée, est également l'occasion de critiques envers Parker.
De son côté, Parker utilise également des éléments de sa force de réserve tels que les divisions du crime organisé et du renseignement pour surveiller des politiciens, des syndicalistes et des mafieux, ainsi que des vedettes d'Hollywood. Le roman de James Ellroy L.A Confidential (1990) et le film homonyme de 1997 ainsi que Gangster Squad (2013), fournissent des représentations fictives mais néanmoins marquantes du fonctionnement du LAPD sous l'ère Parker.

## Décès
Parker meurt d'une crise cardiaque, le 16 juillet 1966, après avoir assisté à un dîner où il avait reçu une mention élogieuse. Le siège d'administration du LAPD sur North Los Angeles fut officiellement rebaptisé Parker Center peu après sa mort.

## Représentation dans la culture populaire
- En 2013, Nick Nolte joue Parker dans le film Gangster Squad.
- Dans les romans Perfidia et La tempête qui vient du Second quatuor de Los Angeles de James Ellroy, William Parker est l'un des principaux protagonistes.
- Parker apparaît aussi dans le roman d'Ellroy, LA Confidential, en 1990 et joué par John Mahon (en) dans l'adaptation cinématographique de Curtis Hanson, en 1997.